# Andre Spight
Andre Spight Mkrtchyan (Burbank, 17 febbraio 1995) è un cestista statunitense con cittadinanza armena.